# Tennis Run
Tennis Run ist der Name eines kleinen Baches im Juniata County, US-Bundesstaat Pennsylvania. Er entspringt am Südosthang des Shade Mountain auf etwa 504 m Seehöhe. Durch McAlister Gap fließt der Bach in südöstliche Richtung, später nach Osten. Rund zwei Kilometer von der Ortschaft McAlisterville entfernt mündet er in den Lost Creek.
Nach Angabe des USGS ist der Tennis Run etwa 5,1 km lang und hat ein Einzugsgebiet von 7,9 km².